# Teaser
Ein Teaser [tiːzɐ] oder Anreißer ist in Werbung und Journalismus ein kurzes Text- oder Bildelement, das zum Weiterlesen, -hören, -sehen, -klicken verleiten soll. Es steht häufig auf der Frontseite bzw. ersten Seite eines Mediums und weist dort auf den eigentlichen Beitrag hin.

## Herleitung und Bedeutung

### Anreißer
Das deutsche Zeitwort anreißen bezeichnet umgangssprachlich das Anlocken von Kunden „in aufdringlicher Weise“; das zugehörige Hauptwort Anreißer steht für die Person, die „etwas lautstark anpreist“, die Ware, die „als Kundenfang dient“, und (in der hier relevanten Bedeutung) den kurzen Text, der „Interesse für den folgenden Beitrag wecken soll“.

### Teaser
Beim deutschen Wort Teaser handelt es sich (wie bei Handy) um einen Scheinanglizismus – im Englischen spricht man von lead paragraphs, nicht von teasers, und sogenannte teaser campaigns sind Vorab-Werbekampagnen.
Das englische Zeitwort to tease bedeutet „necken, reizen“, das zugehörige Hauptwort teaser zunächst einmal „harte Nuss, Denksportaufgabe, Knacknuss“. Die neuere deutsche Bedeutung betrifft das Gebiet des Marketing: Ein Teaser ist ein „Werbeelement, das die Neugier des Kunden wecken soll (z. B. ein kleiner Film-, Musik- oder Textausschnitt)“, aber auch ein „als Blickfang auf einer Webseite verwendetes grafisches Element“.
Teaser sollen potenzielle Kunden neugierig machen und zu bestimmten Aktionen verführen. So sollen Aufdrucke auf Werbebriefen dazu animieren, den Briefumschlag zu öffnen, etwa folgender Satz: „In diesem Brief erfahren Sie, wie Sie im Handumdrehen ein Vermögen machen.“ Auch im Unternehmensverkauf ist das Wort gebräuchlich. Hier ist der Teaser die in der Regel anonymisierte Kurzdarstellung eines angebotenen Unternehmens, die einem Kreis möglicher Interessenten zur ersten Information zugesandt wird. Gewonnene Interessenten erhalten gegen Unterzeichnung einer Vertraulichkeitserklärung das Memorandum of Understanding mit weitergehenden Informationen.

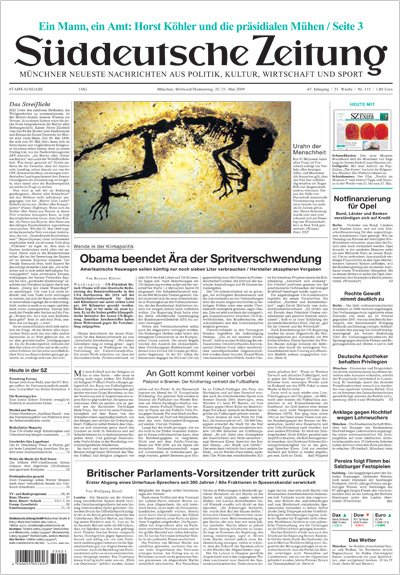
Titelseite einer Tageszeitung – die Anreißer sind in der unteren Hälfte der linken Außenspalte platziert.

## Journalismus

### Printjournalismus
In den Printmedien spricht man traditionell vom Anreißer, zunehmend aber auch – in gleicher Bedeutung – vom Teaser. Damit ist immer ein kurzer Text gemeint, „der Interesse wecken und auf eine ausführliche Darstellung neugierig machen soll“. Anreißer sind wenige Zeilen kurz, gelegentlich auch syntaktisch unvollständig; im Zeitungswesen sind sie jeweils auf der Titelseite übersichtlich zusammengestellt, sei es unter dem Zeitungskopf oder in der linken oder rechten Außenspalte. Der typografisch hervorgehobene Textblock zwischen Überschrift und Artikel wird gewöhnlich nicht als Anreißer, sondern als Vorspann oder Lead bezeichnet.

### Online-Journalismus
Die Funktion des Teasers im Online-Journalismus entspricht im Prinzip der Funktion des Anreißers im Printjournalismus: Ein kurzer Text auf der Startseite fungiert als Einstieg in einen ausführlichen Beitrag auf einer nachfolgenden Webseite.

„Als Teaser werden die Anreißer auf der Homepage oder einer Themenüberblicksseite bezeichnet. Sie verweisen auf einen Beitrag und sollen sowohl Orientierung über den Inhalt bieten als auch zum Klicken verlocken.“

Teaser lassen sich nach der Länge unterscheiden: Auch wenn auf der Einstiegsseite nur ein kurzer Satz steht, der zum Weiterlesen reizen soll, spricht man von einem Teaser. Der Teaser kann aber durchaus die Länge eines ausgewachsenen Leads erreichen. Viele Nachrichtensites übernehmen als Teaser die Überschrift oder den ersten Satz des Beitrags. Das setzt voraus, dass der Beitrag selbst nach journalistischen Prinzipien verfasst wurde: Der erste Satz muss das Wichtigste, die Kernaussage, enthalten. Dabei werden die journalistischen W-Fragen – wer tut was, wann, wo, wie und warum, außerdem: woher stammt die Information – berücksichtigt.
Teaser kann man auch nach ihrer inhaltlichen Funktion einteilen:
- Zusammenfassender Teaser: Als plakativer Leadsatz gibt er den Informationskern der nachfolgenden Nachricht wieder.
- Teaser in Frageform: Er verlangt die Wiederholung der Frage und eine umgehende Antwort im nachfolgenden Text.
- Ankündigungs-Teaser: Er beschreibt möglichst anschaulich, aber ohne zu viel zu verraten, was folgt.[9]

Teaser nach dem Cliffhanger-Prinzip sind im Online-Journalismus zwar verbreitet, werden aber auch kritisch gesehen.
Für die Verlinkung von Artikeln in den sozialen Medien werden häufig Teaser und Thumbnail-Bilder eingesetzt. Der CDU-Politiker Ruprecht Polenz wurde wiederholt dafür kritisiert, auf Twitter nur Teaser zu kommentieren, nicht aber den Inhalt der verlinkten Artikel. Für diese Praxis wurde das von seinem Namen abgeleitete Verb „polenzen“ geprägt. Polenz erwiderte auf die Kritik, wer einen Text teile, müsse davon ausgehen, dass die Menschen nur den Teaser lesen, und mit den Reaktionen leben.

## Hörfunk
Im Hörfunk versteht man unter einem Teaser zum einen die Schlagzeile zu einer Nachricht. Diese Schlagzeilen werden oft zu Beginn der Sendung gelesen und reißen damit die eigentlichen Nachrichten an. Zum anderen ist der Teaser im Hörfunk ein Element der On-Air-Promotion, mit dem der Moderator auf ein bevorstehendes Programmelement hinweist oder vor bevorstehenden, potentiellen Abschaltpunkten (wie ein Werbeblock oder Nachrichten- und Serviceblock) einen Anreiz setzt, das Programm weiter zu hören.

## Film und Fernsehen
In der Film- und Fernsehbranche versteht man darunter sowohl den ersten kurzen Werbefilm für einen Film (nicht zu verwechseln mit einem Trailer) als auch den Teil eines Films oder Fernsehspiels, der vor dem Vorspann gezeigt wird. Letztgenanntes ist auch als Cold open oder Cold opening (englisch für „Kalte Eröffnung“) bekannt. In beiden Fällen soll der Teaser den Zuschauer neugierig machen und dazu animieren, den beworbenen Film an- bzw. den begonnenen Film weiterzuschauen.
Ein Teaser kann verschiedene Längen haben: von einer bis zu zehn Minuten, in Einzelfällen sogar mehr. Das bekannteste Beispiel des Einsatzes von Teasern liefern die Kinofilme der James-Bond-Reihe, die seit Liebesgrüße aus Moskau immer mit einem Teaser vor dem eigentlichen Vorspann begannen.
Heute beginnen die meisten Fernsehserien, vor allem solche US-amerikanischen Ursprungs, mit einem Teaser. Dieser besteht häufig aus einem Zusammenschnitt wichtiger Szenen vorheriger Episoden, auch Recaps (von englisch recapitulation: „Wiederholung“, „Zusammenfassung“) genannt, um einen zuvor erzeugten Spannungsbogen erneut aufzubauen oder Erklärungen zum besseren Verständnis der neuen Episode zu liefern. Häufig wird allerdings auch ein Cold Opening verwendet.

### Abgrenzung Trailer
Der vom Teaser abzugrenzende Begriff des Trailers beschreibt einen kurzen Werbefilm für einen Film, der bereits zuvor aus dessen Bildmaterial erstellt wird. Normalerweise sind im Teaser – im Gegensatz zum Trailer – noch keine Filmausschnitte zu finden, sondern meist extra für den Teaser angefertigtes Material, das das Publikum auf den kommenden Film neugierig machen soll.

### Abgrenzung Cold open
Der unmittelbar vor dem Vorspann eines Filmes oder einer Fernsehserie gezeigte Teil wird Teaser genannt. Das Stilmittel des sofortigen Einsteigens in die Handlung wird Cold open genannt und dazu verwendet, den Zuschauer direkt in die Handlung einzuführen, einen ersten Spannungsbogen aufzubauen oder einen ersten Cliffhanger zu präsentieren, der die Zuschauer dazu animieren soll, die Handlung weiterzuverfolgen. Die Begriffe Teaser und Cold open werden auch verwendet, wenn im Gegensatz zum längeren Vorspann vorher eine kurze, nur wenige Sekunden dauernde Titelsequenz gezeigt wird. Besonders Krimiserien nutzen oft dieses Stilmittel, um einführend die Tat selbst darzustellen.

## Historisches
Seit dem Aufkommen der Privatsender in Deutschland werden für fast jede Fernsehproduktion im Zuge von Vorproduktionen Teaser und Trailer erstellt, wobei die Teaser wenige Stunden bis unmittelbar vor der Sendung ausgestrahlt und die Trailer meist ab etwa einer Woche vor dem eigentlichen Sendetermin an zeit- oder thematisch gleiche Sendungen und Nachrichten angehängt werden; besonders gilt das für eigene Live-Sendungen.
Vorher war das im öffentlich-rechtlichen Fernsehen unüblich; zur abendlichen Programmfeinplanung gab es Ansagerinnen. Allerdings wurden in der Anfangszeit des deutschen Farbfernsehens den wenigen Farbproduktionen im alltäglichen Schwarz-Weiß, das sowohl bezogen auf die fehlende Farbdarstellbarkeit der vorhandenen Mattscheiben wie den überwiegenden Anteil von Sendeminuten dominierte, seitens der Fernsehanstalten zum Hinweis und als Kaufanreiz kurze Teaser von etwa zehn Sekunden Dauer vorangestellt. Im Ersten öffnete sich – von einer Fanfare akustisch untermalt – blumig eine Farbrosettengrafik mit dem zentralen Schriftzug: „in Farbe“; im ZDF wurden stattdessen sich drehende Glaswürfel gezeigt, in denen sich – wie in einem Prisma – das Licht schwach farbig brach.